# یونگ سونگ-سوک
یونگ سونگ-سوک (انگلیسی: Jung Sung-sook؛ زادهٔ ۲۶ ژانویهٔ ۱۹۷۲) جودوکار اهل کره جنوبی بود.